# Villa Aspiazu
Villa Aspiazu ist eine Ortschaft im Departamento La Paz im südamerikanischen Andenstaat Bolivien.

## Lage im Nahraum
Villa Aspiazu liegt in der Provinz Sud Yungas und ist zentraler Ort des Cantón Villa Aspiazu im Municipio Yanacachi. Die Ortschaft liegt auf einem Bergsporn auf einer Höhe von 1407 m einen Kilometer südlich des Río Tamampaya, kurz vor der Vereinigung mit dem Río Unduavi. Villa Aspiazu ist direkter Nachbarort der Ortschaft Puente Villa.

## Geographie
Villa Aspiazu liegt in den bolivianischen Yungas am Ostabhang des Hochgebirgsrückens der Cordillera Real. Das Klima ist ein typisches Tageszeitenklima, bei dem die mittlere Schwankung der Tagestemperaturen deutlicher ausfällt als die jahreszeitlichen Schwankungen.
Die mittlere Durchschnittstemperatur der Region liegt bei 21 °C (siehe Klimadiagramm Chulumani), die mittleren Monatswerte schwanken nur unwesentlich zwischen 18 °C im Juli und 22 °C im Dezember. Der Jahresniederschlag beträgt etwa 1150 mm, die Monatsniederschläge liegen zwischen etwa 20 mm in den Monaten Juni und Juli und mehr als 150 mm von Dezember bis Februar.

## Verkehrsnetz
Villa Aspiazu liegt 106 Straßenkilometer östlich von La Paz, der Hauptstadt des gleichnamigen Departamentos.
Von La Paz führt die asphaltierte Nationalstraße Ruta 3 in nordöstlicher Richtung sechzig Kilometer bis Unduavi, von dort zweigt die unbefestigte Ruta 25 in südöstlicher Richtung ab entlang des Río Unduavi und erreicht nach 46 Kilometern Villa Aspiazu. Von dort führt sie weiter über Chulumani, Inquisivi und Independencia (Ayopaya) und trifft nach insgesamt 481 Kilometern bei Vinto auf die Ruta 4, die auf weiteren fünfzehn Kilometern Cochabamba erreicht.
Die Einwohnerzahl von Villa Aspiazu ist in den vergangenen beiden Jahrzehnten auf mehr als das Doppelte angestiegen:
| Jahr | Einwohner | Quelle       |
| ---- | --------- | ------------ |
| 1992 | 69        | Volkszählung |
| 2001 | 149       | Volkszählung |
| 2012 | 144       | Volkszählung |
| 2024 |           | Volkszählung |

Die Region weist einen hohen Anteil von indigener Aymara-Bevölkerung auf, im Municipio Yanacachi sprechen 54,8 Prozent der Bevölkerung die Aymara-Sprache.